# Timm Klose
Timm Klose (Frankfurt am Main, 9 mei 1988) is een Zwitsers voetballer die doorgaans als verdediger speelt. Hij verruilde VfL Wolfsburg in januari 2016 voor Norwich City. Klose debuteerde in 2011 in het Zwitsers voetbalelftal. Daar Klose in Duitsland geboren is, bezit hij ook de Duitse nationaliteit.

## Clubstatistieken
| Seizoen | Club           | Land                 | Competitie       | Competitie | Competitie | Beker | Beker | Internationaal | Internationaal | Totaal | Totaal |
| Seizoen | Club           | Land                 | Competitie       | Wed.       | Dlp.       | Wed.  | Dlp.  | Wed.           | Dlp.           | Wed.   | Dlp.   |
| ------- | -------------- | -------------------- | ---------------- | ---------- | ---------- | ----- | ----- | -------------- | -------------- | ------ | ------ |
| 2009/10 | FC Thun        | Vlag van Zwitserland | Challenge League | 29         | 1          | 3     | 0     | —              | —              | 32     | 1      |
| 2010/11 | FC Thun        | Vlag van Zwitserland | Super League     | 30         | 3          | 4     | 1     | —              | —              | 34     | 4      |
| 2011/12 | 1. FC Nürnberg | Vlag van Duitsland   | Bundesliga       | 13         | 0          | 1     | 0     | —              | —              | 14     | 0      |
| 2012/13 | 1. FC Nürnberg | Vlag van Duitsland   | Bundesliga       | 32         | 2          | 1     | 0     | —              | —              | 33     | 2      |
| 2013/14 | VfL Wolfsburg  | Vlag van Duitsland   | Bundesliga       | 10         | 0          | 2     | 1     | —              | —              | 12     | 1      |
| 2014/15 | VfL Wolfsburg  | Vlag van Duitsland   | Bundesliga       | 12         | 1          | 4     | 1     | 3              | 1              | 19     | 3      |
| 2015/16 | VfL Wolfsburg  | Vlag van Duitsland   | Bundesliga       | 8          | 1          | 2     | 0     | 2              | 0              | 12     | 1      |
| 2015/16 | Norwich City   | Vlag van Engeland    | Premier League   | 10         | 1          | 0     | 0     | —              | —              | 10     | 1      |
| 2016/17 | Norwich City   | Vlag van Engeland    | Championship     | 32         | 1          | 3     | 0     | —              | —              | 35     | 1      |
| 2017/18 | Norwich City   | Vlag van Engeland    | Championship     | 37         | 4          | 4     | 0     | —              | —              | 41     | 4      |
| 2018/19 | Norwich City   | Vlag van Engeland    | Championship     | 31         | 4          | 2     | 0     | —              | —              | 33     | 4      |
| 2019/20 | Norwich City   | Vlag van Engeland    | Premier League   | 7          | 0          | 2     | 0     | —              | —              | 9      | 0      |
| 2020/21 | Norwich City   | Vlag van Engeland    | Championship     | 0          | 0          | 1     | 0     | —              | —              | 1      | 0      |
| 2020/21 | → FC Basel     | Vlag van Zwitserland | Super League     | 21         | 2          | 1     | 0     | 0              | 0              | 22     | 2      |
| Totaal  | Totaal         | Totaal               | Totaal           | 272        | 20         | 30    | 3     | 5              | 1              | 307    | 24     |

## Interlandcarrière
Klose speelde twaalf wedstrijden in Zwitserland –21. Hiermee haalde hij de finale van het EK –21 van 2011. Hij nam met het Zwitsers olympisch voetbalelftal onder leiding van bondscoach Pierluigi Tami deel aan de Olympische Spelen van 2012 in Londen. Hij was een van de drie dispensatiespelers in de selectie, die in de voorronde werd uitgeschakeld na een gelijkspel tegen Gabon (1–1) en nederlagen tegen Zuid-Korea (1–2) en Mexico (0–1).
Klose debuteerde op 10 augustus 2011 in het Zwitsers voetbalelftal, in een met 1–2 gewonnen oefeninterland in en tegen Liechtenstein.
| Interlands van Timm Klose voor Zwitserland | Interlands van Timm Klose voor Zwitserland | Interlands van Timm Klose voor Zwitserland | Interlands van Timm Klose voor Zwitserland | Interlands van Timm Klose voor Zwitserland | Interlands van Timm Klose voor Zwitserland |
| №                                          | Datum                                      | Wedstrijd                                  | Uitslag                                    | Competitie                                 | Goals                                      |
| Als speler bij FC Nürnberg                 | Als speler bij FC Nürnberg                 | Als speler bij FC Nürnberg                 | Als speler bij FC Nürnberg                 | Als speler bij FC Nürnberg                 | Als speler bij FC Nürnberg                 |
| ------------------------------------------ | ------------------------------------------ | ------------------------------------------ | ------------------------------------------ | ------------------------------------------ | ------------------------------------------ |
| 1                                          | 10 augustus 2011                           | Liechtenstein – Zwitserland                | 1 – 2                                      | Vriendschappelijk                          | 0                                          |
| 2                                          | 7 oktober 2011                             | Wales – Zwitserland                        | 2 – 0                                      | WK-kwalificatie                            | 0                                          |
| 3                                          | 15 november 2011                           | Luxemburg – Zwitserland                    | 0 – 1                                      | Vriendschappelijk                          | 0                                          |
| 4                                          | 16 oktober 2012                            | IJsland – Zwitserland                      | 0 – 2                                      | WK-kwalificatie                            | 0                                          |
| 5                                          | 14 november 2012                           | Tunesië – Zwitserland                      | 1 – 2                                      | Vriendschappelijk                          | 0                                          |
| 6                                          | 6 februari 2013                            | Griekenland – Zwitserland                  | 0 – 0                                      | Vriendschappelijk                          | 0                                          |
| Als speler bij VfL Wolfsburg               |                                            |                                            |                                            |                                            |                                            |
| 7                                          | 14 augustus 2013                           | Zwitserland – Brazilië                     | 1 – 0                                      | Vriendschappelijk                          | 0                                          |
| 8                                          | 6 september 2013                           | Zwitserland – IJsland                      | 4 – 4                                      | WK-kwalificatie                            | 0                                          |
| 9                                          | 10 juni 2015                               | Zwitserland – Liechtenstein                | 3 – 0                                      | Vriendschappelijk                          | 0                                          |
| 10                                         | 5 september 2015                           | Zwitserland – Slovenië                     | 3 – 2                                      | EK-kwalificatie                            | 0                                          |
| 11                                         | 8 september 2015                           | Engeland – Zwitserland                     | 2 – 0                                      | EK-kwalificatie                            | 0                                          |
| 12                                         | 17 november 2015                           | Oostenrijk – Zwitserland                   | 1 – 2                                      | Vriendschappelijk                          | 0                                          |

## Erelijst
| Competitie                |         |         |         |         |
| Competitie                | Aantal  | Jaren   |         |         |
| FC Thun                   | FC Thun | FC Thun | FC Thun | FC Thun |
| ------------------------- | ------- | ------- | ------- | ------- |
| Kampioen Challenge League | 1x      | 2009/10 |         |         |
| VfL Wolfsburg             |         |         |         |         |
| DFB Pokal                 | 1x      | 2014/15 |         |         |
| DFL-Supercup              | 1x      | 2015    |         |         |
| Norwich City              |         |         |         |         |
| Kampioen Championship     | 1x      | 2018/19 |         |         |

1 Gunn ·
3 Stacey ·
4 Duffy ·
5 Hanley  ·
6 Doyle ·
7 Sainz ·
8 Gibbs ·
9 Sargent ·
10 Barnes ·
11 Marcondes ·
12 Long ·
14 Chrisene ·
16 Fassnacht ·
17 Crnac ·
18 Amankwah ·
19 Sørensen ·
20 Ben Slimane ·
21 Gordon ·
23 McLean ·
25 Hernández ·
26 Núñez ·
29 Schwartau ·
33 Córdoba ·
35 Fisher ·
37 Mair ·
40 Hills ·
41 Forsyth ·
50 Warner ·
Coach: Thorup
· Assistent-coach: Riddersholm